# 月刊少年ジャンプ
『月刊少年ジャンプ』（げっかんしょうねんジャンプ）は、かつて集英社が発行していた日本の月刊少年漫画雑誌。1969年（昭和44年）に『別冊少年ジャンプ』として創刊、1974年（昭和49年）に『月刊少年ジャンプ』に改称。2007年（平成19年）休刊。通称は『月刊ジャンプ』、略称は『月ジャン』、『MJ』など。

## 概要
『週刊少年ジャンプ (WJ) 』の姉妹月刊誌『別冊少年ジャンプ』として、1969年（昭和44年）12月に1970年（昭和45年）1月号を創刊号として創刊。1974年（昭和49年）9月号より『月刊少年ジャンプ』に改称。本宮ひろ志『硬派銀次郎』、永井豪『けっこう仮面』、ちばあきお『キャプテン』、中島徳博『バイオレンス特急』、竜崎遼児『どぐされ球団』、高橋よしひろ『白い戦士ヤマト』などが主力を担った。
本誌の全盛期となった1980年代は、弓月光『ボクの婚約者』、みやすのんき『やるっきゃ騎士』など、学園コメディ漫画や少年向けのソフトなお色気漫画が多く、平均発行部数のピークは1989年（昭和64年/平成元年）の約140万部だった。
1984年9月号まで、週刊少年ジャンプと共通の海賊のマークを使用していた。翌月の1984年10月号から現行のロゴに移行した。変更になった1984年10月号は新ロゴが表紙を飾った。
1990年代あたりから競合誌である『月刊少年マガジン』（講談社）との差別化から低年齢向けを意識し、メディアミックスやおもちゃ、テレビゲームなどのタイアップを意識した漫画が目立つようになったが、WJ系統の人事から外れていた鳥嶋和彦が立ち上げたホビー誌『Vジャンプ』や、鳥嶋が企画に協力していた新興勢力の『月刊少年ガンガン』（エニックス）と競合状態となった。看板作品だった『冒険王ビィト』が作者の病気の影響で長期休載になった頃から部数の落ち込みが顕著となり、2006年（平成18年）は約42万部と、同じ月刊誌の『月刊少年マガジン』に大きく差を開けられていた。
この販売不振のため、2007年（平成19年）6月6日発売の7月号をもって休刊が決定。内外で不振の原因を作った鳥嶋和彦の手で直接引導を渡される格好になった。同年11月には後継誌にあたる『ジャンプスクエア (SQ)』が創刊されたが、ジャンプスクエアに引き継がれた作品は『CLAYMORE』『テガミバチ』『ロザリオとバンパイア』『ギャグマンガ日和』『Mr.Clice』の5作のみで、それ以外の作品は休刊に伴い、連載を終了した。『Mr.Clice』を除く『SQ』に引き継ぐ作品については『WJ』にて、同年秋頃まで読み切りで出張掲載した。
掲載作品の単行本は『WJ』と同じジャンプ・コミックスレーベルより発刊されていた。
増刊号 『ジャンプオリジナル』(JUMP ORIGINAL) が発行されていた。1983年から1988年にかけて、情報誌『HOBBY's JUMP』が本誌の増刊号として発行されている。また、2005年からは『週刊少年ジャンプ』との合同増刊号として『ゴー!ゴー!ジャンプ』が年1回発行されていた。
基本的に最新号の告知は同じ集英社の『WJ』や『Vジャンプ』などに掲載されていたが、一時期、同じ一ツ橋グループである小学館の『小学六年生』にも告知が掲載されていたことがある。

## 掲載作一覧
☆印の付いているものは『ジャンプスクエア』に連載が継続された作品。
◎印のついてるものは2020年現在連載を継続している作品（復活作、他誌連載作も含む）。

### あ行
- I'll（浅田弘幸）
- 青空ナイン（高橋広）
- アクトレス（山田謙二）
- アストラルエンジン（村上ひでお・中山敦支・松川健一）
- アノアの森（石塚2祐子）
- あばれ花組（森伸一郎・押山雄一）
- 天翔ける瞬間（高橋よしひろ・樋口雅一）
- あやかし天馬（柴田亜美）
- 1985への出発（たびだち）（手塚治虫）
- いないいないばあ（手塚治虫）
- イレブン（七三太朗・高橋広）
- ウェルカム トゥ グレイト ホリベッチ ワールド（堀部哲弘）
- 宇強の大空（梶研吾・岡村賢二）
- うわの空注意報（みずしな孝之）
- ETOILE -三銃士星羅-（井沢ひろし・山田孝太郎）
- NBA STORY（高岩ヨシヒロ）
- エンジェル伝説（八木教広）
- END ZONE（えんどコイチ）
- Oh・パンタクBOY（みやすのんき）
- おっとこ雷太（吉沢やすみ）
- オモチャくん（吉沢やすみ）
- おれのラウンド（金井たつお・鏡丈二）
- おれは見た（中沢啓治）- 漫画家自伝シリーズの第一作。『はだしのゲン』の原型。

### か行
- 怪奇まんだら（黒岩よしひろ）
- 快傑蒸気探偵団（麻宮騎亜）→『ウルトラジャンプ』に移籍。
- 学園探偵エンラクくん（小栗かずまた）
- 格闘お遊戯（小林よしのり）
- 影の戦闘隊（武論尊・南一平）
- 風のシモン（坂口いく）
- ガッツ乱平（百里あきら）
- かっとび一斗（門馬もとき）-「風飛び～」と合わせると本誌連載作品では連載期間が最も長かった（1985年9月号～最終号）。
  - 風飛び一斗（門馬もとき）- 休刊に伴い、未完のまま連載終了。
- がんばらなくっちゃ（佐藤智一・七三太朗）
- ガンリュウ（山根和俊）
- 鬼神童子ZENKI（谷菊秀・黒岩よしひろ）
- キック・ザ・ちゅう（なかいま強・杉崎守）
- キャプテン（ちばあきお）◎ - 2019年にコージィ城倉の作画で『キャプテン2』として復活。ちばあきおは原案としてクレジットされる。
- キララQQQ（本山一城）
  - キララQQQ - マンガ図書館Z
- 綺流斗（池田晃久）
- クルセイド 〜風のヴァレリー〜（定金伸治・山根和俊）
- グレイト爆走野郎 AGAIN（三原雄介）
- CLAYMORE（八木教広）☆
- 黒いラブレター（東谷文仁）
- グロテスクへの招待（手塚治虫）
- 警察犬キンゾー（佐々木恵）
- K-1 Jファイターズ（武藤かつひろ・九十九森）
- 檄!翔輪高校応援団（小成たか紀）
- 激走アニィ（三鷹公一）
  - 激走アニィ - マンガ図書館Z（外部リンク）
- 激烈!花の親衛隊（谷村ひとし・三木しんいち）
- けっこう仮面（永井豪）
- げんこつボーイ（牛次郎・結城剛）
- 幻燈倶楽部（黒輪ビビコ）
- 硬派銀次郎（本宮ひろ志）
- 硬派!埼玉レグルス（滝直毅・山本コーシロー）
- 蛟龍烈伝（押山雄一・武甲圭吾）
- GO AHEAD（樋口大輔）
- GO DA GUN（片倉・M・政憲）
- 暗号名 シードラゴン（百里あきら）
- ゴエモン先生（永井豪）
- ゴッドファーザーの息子（手塚治虫）
- コトクリ（あがりえ侑市・佐倉ケンイチ）
- こまみたま（中山敦支）
- こら股てんぐ（三宅章仁・FRANCO）

### さ行
- サイドボーン（三条陸・林崎文博）
- サイボーグ009（石ノ森章太郎）
- SAKON（左近） -戦国風雲録-（原哲夫・隆慶一郎）
- ザ・ヒットマン!（堀井覚司）
- 三軍神参上!（宮原ナオ）
- ジグザグ英雄伝（冨張ケンジ・広井王子）
- 地獄甲子園（漫☆画太郎）
- 死神くん（えんどコイチ） - 『フレッシュジャンプ』より移籍。
- 完殺者真魅（鳴海丈・片倉政憲）
- シェリフ（あろひろし）
- 召喚戦記サモンナイト（宮腰真知）
- シャボン玉とんだ!! 実録シリーズ傑作選（島田賢司）
- 19番ホールの鷹（竜崎遼児）
- ショッキングBOY（雨宮淳）
  - ショッキングBOY EX（雨宮淳）
- 白い戦士ヤマト（高橋よしひろ）
- 白バイファイター　夢之丞変化（秋本治）
- 新・ど根性ガエル（吉沢やすみ）
- 水平線のシャチ（東本一樹）
- スーパーエンジェル（帯ひろ志）
- スーパー戦国記（中島徳博）
- ストバスヤロウ将（香坂こうじ）
- ストリートファイター（竜崎遼児）
- 聖王伝キリン（田中カナタ）

### た行
- 大地がゆく!（柴山薫）
- 太陽の子（くまたかつみ）
- タクヤ★コネクション（宮原ナオ）
- たたかえ! たらんてら（葉生田采丸）
- だちかん（ひすゎし）
- ダッシュ!翔太郎（西岡たか史）
- Doubles（小谷憲一）
- ダブル・ハード（今野直樹・木村登美雄・市原剛）
- 父の魂 プロ野球編（貝塚ひろし） - 『週刊少年ジャンプ』連載の続編。
- チャラ!（柴山薫）
- チャンプ（ちばあきお）
- 挑戦者（本宮ひろ志）
- つきあってよ!五月ちゃん（林崎文博）
- DIABOLUS -ディアボロス-（真弓和丸）
- テガミバチ（浅田弘幸）☆
- 鉄拳児耕助（あだちつよし） - 『フレッシュジャンプ』より移籍。
- てんつく天（七三太朗・高橋広）
- てんてけマーチ（手塚治虫）
- 天にひとしい（宇野彰宏）
- DOING!（志水りょう）
- 闘魂HERO（波多野やすし）
- 動乱（原作：松元桜　漫画：大賀浅木）
- どぐされ球団（竜崎遼児）
- ドクロ坊主（ビッグ錠）
- ドクター・スランプ2007特別編　Dr.MASHIRITO ABALEちゃん（鳥山明）
- どっきりマイクローン（今西まさお）
- とつげきリトルズ（原田たつろう）
- ドラゴンドライブ（佐倉ケンイチ）

### な行
- 夏の球児たち（みやたけし）
- 七色刑事ムラサキ（茶留たかふみ）
- なんだかコワレ丸（矢也晶久）
- 日本ふかし話（中村雅之）
- ネコマジンシリーズ（鳥山明）
- 熱球の虎（高田まさお）
- ノー・トラップ（山下東七郎）
- NORA-ノラ-（筧一成）

### は行
- バイオレンス特急（中島徳博）
- 覇王やすのり（桑森陽太）
- 爆骨少女ギリギリぷりん（柴山薫）
- パッサカリア Op.7（佐木飛朗斗・山田秋太郎）
- ハッスルもん太（村形順子・木村知生）
- BADだねヨシオくん!（浅田弘幸）
- ハット・トリック（山下東七郎）
- BAD BOY MEMORY（岡村茂）
- 花田秀治郎くん（どおくまん）
- 花盛りまっしぐら（武論尊・政岡としや）
- B-DASH（松枝尚嗣）
- Because…（棟居仁・滝井寿紀）
- B-BOY BLUES（卦石柾）
- 瞳ダイアリー（小原宗夫）
- ビッグライバル（ビッグ錠）
- ファイアーエムブレム 覇者の剣（井沢ひろし・山田孝太郎）
- ファイター幻（遠崎史朗・黒咲一人）
- ファイト（杉崎守・ちばけんさく）
- ブギーキャットNAVI（矢也晶久）
- BUZZER BEATER（井上雄彦）
- ふしぎトーボくん（ちばあきお）
- ふたば君チェンジ♡（あろひろし）
- 筆神（田村吉康）
- ブラッディロア ザ・ファング（丸山トモヲ）
- 自由人HERO（柴田亜美）
- BLUE DRAGON ST（柴田亜美）
- ブレス オブ ファイア -翼の王女-（沢村烈・ハヤトコウジ）
  - ブレス・オブ・ファイア PART II　小さな冒険者（沢村烈・ハヤトコウジ）
- ペルソナ 罪と罰（松枝尚嗣）
- 冒険王ビィト（三条陸・稲田浩司）◎ - 2018年より『ジャンプSQ.RISE』で連載再開。
- ホールドアップ☆キッズ（小谷憲一）
- ボクとタモリ（赤塚不二夫）
- ボクの婚約者（弓月光）
- ぼくを野球に連れてって!（こせきこうじ）
- ぽっかり助之介（まつお芭修・こせきこうじ）

### ま行
- まじだよ!!（武論尊・弓月光）
- マシンハヤブサ（望月三起也）
- 増田こうすけ劇場 ギャグマンガ日和（増田こうすけ）☆◎
- マッドコマンダー（小成たか紀・棟居仁）
- 魔砲使い黒姫（片倉・狼組・政憲）☆
- まぼろしパンティ（高円寺博・永井豪）
- マンモス（武論尊・小成たか紀）
- みこと日記（あろひろし）
- みずしな孝之のミズシネマ（みずしな孝之）
- Mr.Clice（秋本治）☆◎ - 本誌では不定期連載であった。
- Mr.Perfect（真弓和丸）
- ミストストーリー（永井豪）
- 未来ちゃん旋風（おおめ裕一）
- ミルク捜査日記（みやたけし）
- 美♥美ハリケーン（寺島優・のだしげる）
- ミラクルとんちんかん（えんどコイチ） - 『ついでにとんちんかん』の続編。
- 眠兎（浅田弘幸）
- 救世主ラッキョウ（小林よしのり）
- メダカの王国（佐藤正）
  - メダカの王国 - マンガ図書館Z（外部リンク）
- メラニン・ボーイ（三原雄介）
- 燃えろ剣兵（落合ひさお）
- モヒカンつるちゃん（あいきさだむ）
- もんもんグラフィティー（まつもとえいじ）
- モンモン山が泣いてるよ（手塚治虫）

### や行
- ヤジとボク（手塚治虫）
- YAKSA -ヤシャ-（ハヤトコウジ）
- やったぜ!ナオキ（明石ただし）
- 山太郎かえる（手塚治虫）
- 闇狩人（坂口いく）◎ - 続編は「新 闇狩人」・「闇狩人Δ」。この両作では坂口は原作と絵コンテを手掛け、細川真義が作画を担当[2]。
- やるっきゃ騎士（みやすのんき）
- 優&魅衣（あろひろし）
- YUMEMI白書（ひらいけい）
- ゆらめき!パラダイス★GIRL（西野つぐみ）

### ら行
- 羅威阿伝オーグ（土居龍生）
- ライツ〜永遠の光芒〜（木ノ花さくや）
- ライバル（柴山薫）
- らぶ♡シミュレーション（矢野健太郎）
  - らぶ♡シミュレーション - マンガ図書館Z
- ラブラブYOUターン（高岩ヨシヒロ）
- RUNNING CHASER（今野直樹・市原剛）
- リトル 〜神様修行中〜（えんどコイチ・小西紀行）
- 龍猿（梶研吾・岡村賢二）
- 流星超人ズバーン（黒岩よしひろ）
- るんは風の中（手塚治虫）
- 霊能探偵 ルナ&サイコ（にしの公平）
- LEO the GOLD（石波昌英）
- レジェンズ（平井隣・春野まこと）
- Let's 武闘派（小林一雄・高嶋俊満）
- ロザリオとバンパイア（池田晃久）☆ - 『SQ.』掲載分より『ロザリオとバンパイア Season II』に改名し、話数をリセット。

### わ行
- わが輩はノラ公 (菊池規子)
- わたるがぴゅん!（なかいま強）- 本誌連載作品の中で同一タイトルとしては連載期間が最も長かった（1984年8月号～2004年10月号、単行本58巻）。
- わらってごらん（漫☆画太郎）
- われらホビーズ ファミコンゼミナール（あおきけい）
- わんぱく松竹梅（中島徳博）

## 映像化作品
手塚治虫の読み切り作品は映像メディア化の展開時に出版社が変更になっているため除いている。
| 作品                              | 放送年                 | アニメーション制作 | 備考                     |
| --------------------------------- | ---------------------- | ------------------ | ------------------------ |
| キャプテン                        | 1980年（スペシャル）   | エイケン           | 劇場版あり               |
| キャプテン                        | 1983年（連続）         | エイケン           | 劇場版あり               |
| 鬼神童子ZENKI                     | 1995年                 | スタジオディーン   | OVAあり                  |
| ドラゴンドライブ                  | 2002年-2003年          | マッドハウス       |                          |
| 冒険王ビィト                      | 2004年-2005年（第1期） | 東映アニメーション |                          |
| 冒険王ビィト                      | 2005年-2006年（第2期） | 東映アニメーション |                          |
| 増田こうすけ劇場 ギャグマンガ日和 | 2005年（第1期）        | アートランド       | 以後の展開は他誌に移籍後 |
| 増田こうすけ劇場 ギャグマンガ日和 | 2006年（第2期）        | アートランド       | 以後の展開は他誌に移籍後 |
| CLAYMORE                          | 2007年                 | マッドハウス       |                          |

| 作品           | 発売年        | アニメーション制作 | 備考 |
| -------------- | ------------- | ------------------ | ---- |
| 硬派銀次郎     | 1991年        | N/A                |      |
| エンジェル伝説 | 1996年        | 東映動画           |      |
| I'll           | 2002年-2003年 | M.S.C              |      |

| 作品         | 放送年 | 制作                   | 備考 |
| ------------ | ------ | ---------------------- | ---- |
| ボクの婚約者 | 1986年 | フジテレビ、アズバーズ |      |
| 死神くん     | 2014年 | テレビ朝日             |      |

| 作品           | 公開年 | 配給                 | 備考      |
| -------------- | ------ | -------------------- | --------- |
| キャプテン     | 2007年 | トルネード・フィルム |           |
| やるっきゃ騎士 | 2015年 | ポニーキャニオン     | PG-12指定 |

| 作品         | 発売年          | 制作 | 備考                         |
| ------------ | --------------- | ---- | ---------------------------- |
| けっこう仮面 | 1991年（第1作） | N/A  | 以後の展開は他出版社に移籍後 |
| けっこう仮面 | 1992年（第2作） | N/A  | 以後の展開は他出版社に移籍後 |
| けっこう仮面 | 1993年（第3作） | N/A  | 以後の展開は他出版社に移籍後 |

## 発行部数
- 1986年 120万部前後[3]
- 2004年（2003年9月 - 2004年8月） 446,666部[4]
- 2005年（2004年9月 - 2005年8月） 417,500部[4]
- 2006年（2005年9月 - 2006年8月） 376,667部[4]